# Гусиноозерськ
Гусиноозерськ (рос. Гусиноозёрск, бур. Галуута нуур хото, Гусиноозёрск хото) — місто Селенгинського району, Бурятії Росії. Входить до складу Міського поселення місто Гусиноозерськ.
Населення — 23 307 осіб (2015 рік).

## Географія
Розташоване у Гусиноозерській улоговині на північно-східному березі Гусиного озера, за 110 км на північний захід від Улан-Уде на Кяхтинському тракті — автомагістралі федерального значення А340, за 6 км від залізничної станції Загустай.
Центральна частина міста розташована на південно-західних степових увалах хребта Моностой Селенгінського середньогір'я, полого опускаються до берега Гусиного озера і до пригирлової заплави річки Загустай. Частина міста, що примикає до озера, забудована в основному будинками приватного сектору, за річкою Загустай розташована Гусиноозерська ГРЕС, станція Загустай і селище Заозерний.

### Клімат
Місто розташоване в зоні різко континентального клімату. Зими снігові, холодні, з сухими морозами, літо нетривале, часто спекотне. Середня температура влітку +19 ºС, взимку −22 ºС. За рік в середньому випадає 250 мм опадів.